# Pidhirne, Krasnodon
Pidhirne (în ucraineană Підгірне) este un sat în comuna Velîkîi Suhodil din raionul Krasnodon, regiunea Luhansk, Ucraina.

## Demografie
Componența lingvistică a localității Pidhirne
     Rusă (77,57%)
     Ucraineană (22,43%)
Conform recensământului din 2001, majoritatea populației localității Pidhirne era vorbitoare de rusă (77,57%), existând în minoritate și vorbitori de ucraineană (22,43%).